# Polyipnus triphanos
Polyipnus triphanos és una espècie de peix pertanyent a la família dels esternoptíquids. Va ser descrit per l'ictiòleg Leonard Peter Schultz el 1938.
Fa 4,7 cm de llargària màxima. És un peix marí, tropical i bentopelàgic que viu fins als 331 m de fondària. Es troba a la badia de Suruga (Honshu, el Japó), les illes Filipines i Indonèsia. És inofensiu per als humans.